# 2012년 브라자빌 탄약고 폭발 사고
2012년 브라자빌 탄약고 폭발 사고는 2012년 3월 4일 콩고 공화국 브라자빌에서 발생한 탄약고 폭발 사고다. 사고로 250명 이상이 사망하고 2,300명 이상이 부상하였다.